# Jiří Vykoukal (1961)
Doc. PhDr. Jiří Vykoukal, CSc. (9. ledna 1961, Zlín) je český historik se specializací na středovýchodní Evropu, zejména Polsko. Věnuje se i současným problémům tohoto teritoria.
Po završení studia se stal vědeckým pracovníkem v Československo-sovětském institutu ČSAV (později transformován pod jiným názvem) a později v Historickém ústavu AV ČR. Od roku 1996 působí na Fakultě sociálních věd Univerzity Karlovy v Praze, kde byl ředitelem Institutu mezinárodních studií a garantem bakalářského oboru teritoriální studia. Vedle toho je členem několika vědeckých a redakčních rad, česko-ruské komise historiků a Eurasian Political Studies Network. Přednášel na univerzitách v Německu a USA. Je autorem řady publikací, podílel se mj. na rozsáhlé knize Východ. Vznik, vývoj a rozpad východního bloku 1944–1989.

## Publikace
- Vznik, krize a rozpad sovětského bloku v Evropě 1944–1989. Ostrava : Amosium servis, 1991. 372 s. (spoluautoři V. Moulis a J. Valenta)
- Východ. Vznik, vývoj a rozpad sovětského bloku 1944–1989. Praha : Libri, 2000. 860 s. (spoluautoři B. Litera a M. Tejchman)
- Visegrád. možnosti a meze středoevropské spolupráce. Praha : Dokořán, 2003. 405 s. (s kolektivem)